# Hartgar
Hartgar aussi connu sous le nom de Hircaire était évêque de Liège de 838 (ou 840) à 855. C'est durant son épiscopat que l'on a construit le premier palais épiscopal ainsi que le Souverain-Pont. Il fut ami et conseiller de Lothaire Ier. Le traité de Verdun en août 843 divise l'empire de Charlemagne et Liège se retrouve en Francie médiane.